# Tim den Braber
Tim den Braber, né le 4 novembre 1998, est un coureur cycliste néerlandais.

## Biographie
Tim den Braber pratique le sport depuis son plus jeune âge. Jusqu'à ses quinze ans, il joue au football. Il se lance ensuite dans le triathlon, après avoir essayé le patinage sur glace et la natation,. Coach sportif de formation, il réside habituellement dans la ville néerlandaise d'Utrecht. 
En 2020, il fait le choix de se consacrer au cyclisme. Il prend une licence au WV West Frisia, puis à l'UWTC de Volharding-Wilton. Actif au niveau amateur, il obtient quelques victoires et diverses places d'honneur dans des interclubs, aux Pays-Bas, en Belgique mais aussi en Espagne. 
Durant l'été 2024, il se classe troisième de la Course de Solidarność et des champions olympiques, tout en ayant remporté la dernière étape au sprint. Il s'agit de sa première victoire acquise sur une compétition inscrite au calendrier de l'UCI. Grâce à ses bons résultats, il signe un contrat avec l'équipe continentale VolkerWessels pour la saison 2025. 

## Palmarès
- 2024
  - Zuiderzeeronde
  - 4e étape de la Course de Solidarność et des champions olympiques
  - 3e de l'Omloop Houtse Linies
  - 3e de la Course de Solidarność et des champions olympiques
  - 3e de la Wingene Koers